# Apache OFBiz
Apache OFBiz — открытое программное обеспечение для планирования ресурсов предприятия (ERP). Предлагает набор приложений для интеграции и автоматизации множества бизнес-процессов предприятий.
OFBiz является проектом высшего уровня в Apache Software Foundation.
В обзоре лучшего свободного программного обеспечения 2007 года для бизнеса в журнале InfoWorld OfBiz был охарактеризован как скорее фреймворк, чем готовый к применению «из коробки» продукт. «Это мощное решение не для слабонервных и подходит скорей для компаний, занимающихся продажей кастомизированных программных продуктов (Value Added Resellers), чем непосредственно для малого и среднего бизнеса» писал Том Ягер. Лицензия Apache позволяет распространять основанные на OfBiz проприетарные программные продукты и на рынке существует несколько подобных решений.

## Возможности
Apache OFBiz — это фреймворк, обеспечивающий поддержку общей модели данных для большого набора бизнес процессов. Все приложения строятся вокруг единой архитектуры, использующей общие компоненты для данных, логики и процессов. В число реализованной в OFBiz функциональности входят:
- Бухгалтерский учёт (работа с договорами, выставление счетов, управление поставщиками, главная бухгалтерская книга)
- Работа с активами
- Каталог продукции и управление им
- Система управления складом (warehouse management system, WMS)
- Оперативное управление производством/управление производственными операциями (Manufacturing execution/manufacturing operations management, MES/MOM)
- Обработка заказов
- Управление запасами, автоматизированное пополнение запасов и т. д.
- Система управления содержимым (CMS)
- Кадровая служба (HR)
- Управление людскими ресурсами
- Управление проектами
- Управление продажами (SFA — англ. Sales Force Automation)
- Управление трудозатратами
- Электронный POS-терминал (ePOS)
- Электронная коммерция (eCommerce)
- Scrum (Scrum software development support)